# Јакутијска лајка
Јакутијска лајка (рус. Якутская лайка) је древна раса радних паса која је настала на арктичкој обали Јакутие. Јакутијске лајке су вишенаменске лајке, и могу да чувају ирвасе, лове дивљач и/или вуку санке. Регистровани су у Руском кинолошком савезу, FCI и AIKC фондацији 2017.

## Историја
Јакутијске лајке су раса древног порекла коју су развили Јакути за лов на сисаре и птице, чување стоке и довлачење дивљачи у насеље. Пси су били незаобилазни помоћници и пратиоци. На јакутском, ова раса је позната као Sakha yta што значи јакутски пас. Докази о постојању ове расе могу се наћи у археолошким остацима који датирају пре 12.500 година. Остаци псећих саоница пронађени су са остацима паса у остацима датираним на период од пре 7800–8000 година.
Најранији познати писани помен Јакутијске лајке је у Кунгурској хроници и Ремезовој хроници, насталој крајем 16. века и 1703. године. У овим историјским записима описани су људи који живе дуж сибирских река, чије су примарно превозно средство били ирваси или пси. У овим документима реке Олењок, Јана, Индигирка и Колима су назване „псеће реке“, јер су биле богате рибом за исхрану паса.
Од 1940-их до 1990-их, број јакутијских лајки је био у опадању. Популација расе достигла је најнижи ниво у историји од 3000 током 1998, пре него што су покренути кораци за обнову расе. Разлози за њихов пад укључују:
- увођење механизације на Арктику
- смањен капацитет за држање паса, посебно са смањеним уловом рибе и колективизацијом узгоја  ирваса.
- смањење учесталости активности попут лова на крзно.
- појава болести.[1][8][9]

## Особине
Ово је свестран пас са одличним чулом мириса, слуха и вида, јаким ловачким нагоном, издржљивошћу; агресивни су према предаторима и нежни према људима ако су правилно социјализовани од младости. Док је већина аутохтоних раса лајки претежно ловачка, јакутијска лајка је претежно пас за санке који такође задржава рудиментарне способности лова и стада. Међутим, због пространства Јакутије, јакутијска лајка може бити специјализована за испуњавање потреба различитих региона, а процењује се да има мањи број јединки које су искључиво ловачки пси. Јакутијске лајке су толерантне у погледу услова живота и лако подносе тешку климу северног Сибира, чак и када су препуштене саме себи. У тешким сибирским условима показују своју издржљивост; имају тенденцију да раде у малим групама и могу да раде цео дан, од јутра до вечери. Обука и вежбање је посебно важна за добробит расе. Добро се слажу са другим псима које су им познати, али су опрезни према непознатим псима и људима. Обично се брзо загреју, али је надзор важан у новим ситуацијама. Јакутијске лајке нису погодне за људе који не могу да проводе време са својим псима. Пошто ова раса има велики нагон за хватање плена, нису идеалне за домове са мачкама или другим мањим животињама.

## Клонирање
Две јакутијске лајке клониране су 2017. у настојању да се сачува критично угрожена расаа. Током 2020. године, један од клонираних паса је имао легло са 7 штенаца.